# فرانسيسكو روميرو (جراح)
فرانسيسكو روميرو (بالإسبانية: Francisco Romero)‏ كان طبيبًا إسبانيًا أصبح أول جراح قلب يجري عملية فغر التأمور المفتوحة لعلاج الانصباب التأموري. ويُنسب لروميرو إجراء أولى محاولات الجراحة القلبية. وكان أول طبيب يقوم بقطع التأمور، بطانة القلب.